# Marlborough hercege
A Marlborough hercege címet az angol főrendben hozta létre Anna királynő John Churchill számára, aki katonai parancsnokként számtalan győzelmet aratott az ellenség felett. A cím mellé Churchill megkapta a woodstocki királyi uradalmat, ahol a királynő részben az uralkodói vagyonból kezdte meg a szintén Churchillnek adott Blenheim kastély építését. Amennyire szerencsés hadvezér volt Marlborough első hercege, a cím utódlását számos tragédia szegélyezte. Mikor egyetlen fia meghalt, a parlament teljesen kivételes módon biztosította, hogy a Marlborough hercege cím addig fennmaradjon, amíg a hercegnek élő leszármazottja él, női ágon is lehetővétették a cím öröklését. A második herceg így legidősebb lánya lett, ám az ő egyetlen fia is meghalt anyja életében, így a címet John második lányának második felnőtt fia örökölte a legidősebb korai halála miatt. A második lány férje Spencer grófja volt, a Spencer család ekkor már több száz éves nemesi múlttal bírt. Máig e gróf, a Spencer-Churchill család egyenesági leszármazottai viselik a hercegi címet.
A hercegi cím birtokosa bírja a Sunderland és Marlborough grófi, a Spencer és a Sandridge Churchill bárói címeket is. A Hercegi cím örököse apja Blandford márkija címét használja.
A szócikk speciális jelölései
A szócikkhez szorosan kötődő főnemesi címek mellett előfordulhat a ( 1488 II) jelzés. Ez azt jelenti, hogy a nemesi címet az angol peerage-ben, főrendben hozták létre 1488-ban. Ez volt a cím második létrehozása.
A dőlt betűs, kurzív nemesi cím jelentése: a viselő az apja (esetleg nagyapja) második (harmadik) címét viseli, az az ő az örökös vagy az örökös örököse.

## Összefoglalás
John Churchill 1682-ben skót főrendben Lord Churchill of Eyemouth, angol főrendben Sandridge Churchill bárója (1685) és  Marlborough grófja (1689) címét kapta. Miután Anna királynő 1702-ben trónra lépett, Churchillt Marlborough első hercegévé tette, alcímként a Blandford márki címmel.
1678-ban Churchill feleségül vette Sarah Jennings-t (1660–1744), aki udvarhölgyként a királynő befolyásos bizalmasa volt. Hét gyermekük született, közülük négy lányt neves brit családok – Godolphin gróf, Sunderland gróf, Bridgewater hercege és Montagu hercege – utódai vették el. Churchill hercegi címét egyetlen fia örökölte volna, de ő apja előtt meghalt, így a címek kihalásának elkerülése érdekében a parlament 1706-ban módosította az öröklési rendet.
Amikor Marlborough első herceg 1722-ben meghalt, a skót Lord Churchill of Eyemouth címe kihalt. Az egyedi örökösödési törvény érelmében a Marlborough címek legidősebb lányára, Henrietta-ra, Marlborough 2. hercegnőjére szálltak. Ő Francis Godolphin, a Godolphin 2. grófja felesége volt. Egy fiuk született, de a fiú előbb halt meg, mint az anyja. Amikor Henrietta 1733-ban meghalt, a Marlborough címek unokaöccsére, pontosabb húgának, Anne-nak a fiára, név szerint Charles Spencerre szálltak. Charles Spencer ekkorra már – bátyja halálát követően – örökölte a Spencer család birtokait, valamint a Sunderland grófja és  a Wormleighton Spencer bárója címeket. Henrietta halálával Charles Spencer örökölte a Marlborough család birtokait és címét, így ő lett Marlborough 3. hercege. Ekkortól apáról fiúra szállt a cím. 1815-ben Francis Spencer, a 4. herceg fiatalabb fia elnyerte a Churchill bárója címet, unokája pedig 1902-ben a Churchill vikomtja címet.
Az ötödik herceg 1817-ben engedélyt kapott, hogy a Spencer mellé felvegye a Churchill-t is vezetéknévnek, hogy megőrizze híres ük-ükapja nevét. Ugyanebben az időben királyi engedélyt kapott arra is, hogy a Churchill címert a Spencer család címere mellé kösse. A Spencer-Churchill vezetéknevet a család tagjai 1817 óta használják, bár egyesek inkább csak Churchill-nek titulálják magukat. A hetedik herceg volt a brit miniszterelnök, Winston Churchill apai nagyapja.
A jelenlegi, tizenkettedik herceg Charles James Spencer-Churchill.

## John Churchill, Marlborough 1. grófja, Marlborough 1. hercegeKGPC

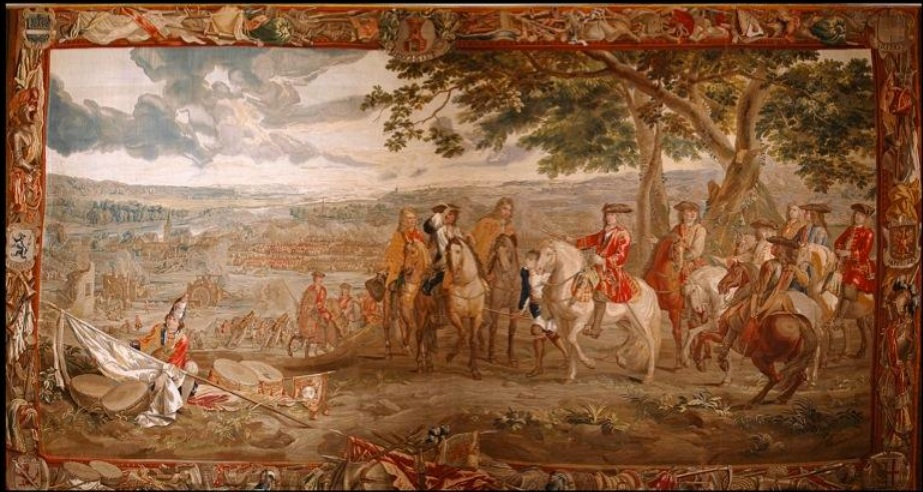
De Hondt falikárpitján Marlborough hercege elfogadja a francia kapitulációt Blenheimben. Camille d'Hostun, Tallard hercege két brit tiszt kíséretében, Marlborough hercege fehér lovon

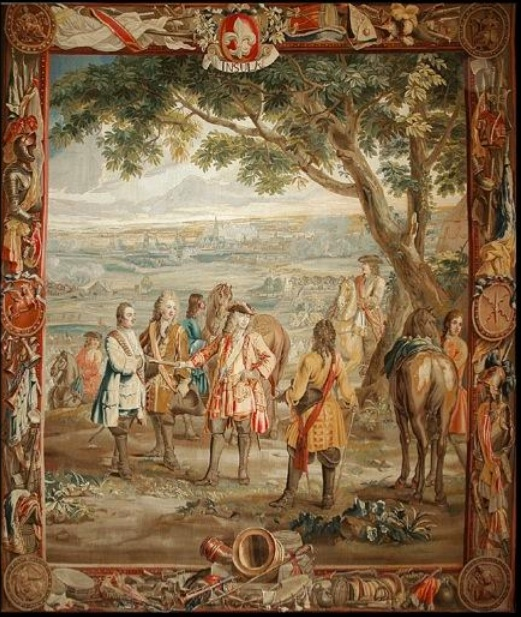
Ez a kárpit Boufflers marsallt ábrázolja, amint átadja Lille városát Marlborough-nak. A cím, az „Insulae”, a latin „sziget” szóból származik – maga Lille a L'Isle név romlott formája, ami franciául „szigetet” jelent

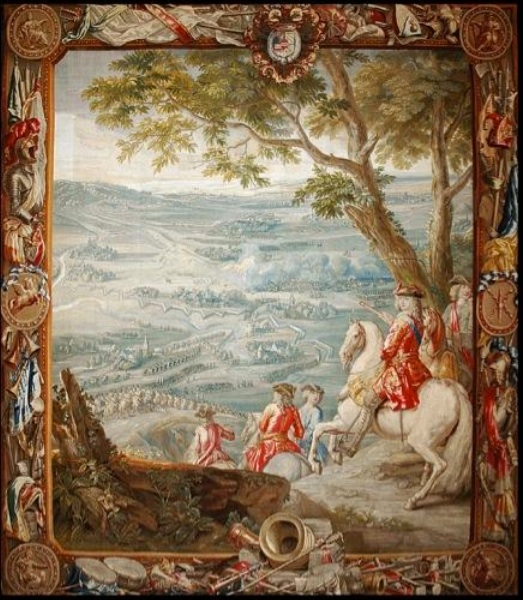
Ez a kárpit az elixhami csatát ábrázolja, amikor Marlborough áttörte a francia erődített vonalakat Namur és Antwerpen között. Itt láthatók az erődítmények, Elixhem falu és az út, amelyen a franciák visszavonultak. A kárpit tetején található medalionban Marlborough 1. hercegének címere

John Churchill (1650. június 24. – 1722. június 16.) 1674-ben lépett katonai szolgálatba, és hamar kitűnt a francia–holland háborúban. 1685-ben részt vett a Monmouth-felkelés leverésében, majd 1688-ban támogatta Orániai Vilmos trónra lépését. 1702-től vezette az angol–holland seregeket a spanyol örökösödési háborúban, és győzelmet aratott Blenheimnél (1704), Ramillies-nél (1706), Oudenaarde-nál (1708) és Malplaquet-nél (1709). 1711-ben elvesztette politikai támogatását, és visszavonult a közélettől.
John Churchill 1682-ben kapta első nemesi címét, amikor II. Károly skót király Eyemouth lordjává (báróval egyenrangú cím) tette. 1685-ben Sandridge bárója lett Angliában II. Jakab adományozásával. 1689-ben, Orániai Vilmos trónra lépését követően, Marlborough grófja lett. 1702-ben, már Anna királynő uralkodása alatt, Marlborough hercegévé emelkedett. 1704-ben a Német-római Birodalom hercegévé tette I. Lipót császár, majd 1705-ben Mindelheim hercege lett, I. József császártól kapott adomány révén.
Miután Marlborough hercegének egyetlen fia, John Churchill, Blandford márki 1703-ban meghalt, a herceg kivételes engedélyt kapott Anna királynőtől. 1706-ban külön törvényben rögzítették, hogy a hercegi cím ne csak fiú-, hanem nőági leszármazottain keresztül is öröklődjön. Ez lehetővé tette, hogy a címet a herceg legidősebb leánya, Henrietta örökölje, majd az ő halála után a cím az unokahúga férfiági leszármazottaira, a Spencer családra szálljon. Az öröklési rend elsőbbséget adott a nőági férfi leszármazásnak, így biztosítva, hogy a Marlborough hercegség soha ne szakadjon meg. Ez az egyik legszokatlanabb és legrugalmasabb öröklési szabály a brit főnemesség történetében.

John Churchill, Blandford márkija
John Churchill (1686. február 13. – 1703. február 20.) apja egyetlen fia volt. Születésétől kezdve ő volt a hercegi cím örököse, és ifjúkorától kezdve ennek megfelelő nevelésben részesült. Tanulmányait Etonban kezdte, majd 1700-ban Oxfordban a  College hallgatója lett. Apja nagy reményeket fűzött hozzá, de John 1703. február 20-án meghalt himlőben, mindössze 17 évesen. Halála következtében a Churchill fiúág és a Marlborough hercegi cím öröklése megszakadt. A parlament külön törvényével új öröklési rendet vezettek be, amely lehetővé tette a cím nőági öröklését.

## Henrietta Churchill, Marlborough 2. hercegnője
Henrietta Churchill (1681. július 19. – 1733. október 24.) Marlborough 1. hercege legidősebb lánya volt. 1698 márciusában feleségül ment Francis Godolphinhez, Godolphin 2. grófjához. Miután apja egyetlen fia és örököse, Herietta öccse 1703-ban meghalt, az 1706-os parlamenti törvény lehetővé tette, hogy apja angol címeit lányai örököljék, így apja 1722-es halála után saját jogán lett Marlborough hercegnője – egyike a kevés nőnek a brit főrendekben. Anna királynő udvarában udvarhölgyként szolgált. Botrányt keltett, amikor viszonyt kezdett William Congreve drámaíróval, akitől egy törvénytelen lánya született. Házassága férjével ennek ellenére kegyensúlyozottnak tűnt, viszont viszonya édesanyjával, Sarah Churchill-lel feszült volt. Halála előtt nem békültek meg, anyja így emlékezett rá: „sok jó tulajdonsága volt, némi furcsasággal”, de „kegyetlen lány és anya” – ezt akár Henrietta is mondhatta volna az anyjáról.
William Godolphin, Blandford márkija
William Godolphin, (~1700 – 1731. augusztus 24.) Henrietta Churchill és Francis Godolphin, Godolphin 2. gróf fia volt. 1720-ban Penryn város whig képviselőként bekerült a brit parlamentbe, majd 1727-től Woodstock képviselője lett. 1729-ben feleségül vette szerelmét, a polgári származású Maria Catherina Haeck de Jongot (1695–1779), az utrechti polgármester lányát. Ezzel megbotránkoztatta a családját, mert a házassághoz nem kapott uralkodói engedélyt és a családja is ellenezte. 1730-ban tiszteletbeli jogi doktorátust (D.C.L.) kapott Oxfordban. 1731-ben agyvérzésben meghalt. Nem hagyott utódot, így halálával a Marlborough hercegi cím örököse unokatestvére, Sunderland 5. grófja lett.
Anne Churchill
Anne Churchill (1683–1716), Marlborough 1. hercegének harmadik lányának neveltetését szülei ambíciói határozták meg. Édesanyja, Sarah Churchill, Anglia egyik legbefolyásosabb udvarhölgye volt, aki politikai szövetségek kiépítésére is felhasználta gyermekeit. Anne 1700-ban ment feleségül Charles Spencerhez, Sunderland 3. grófjához, aki ifjú kora ellenére már ekkoriban politikai karriert épített, főként apósa támogatásával. Házasságuk révén két jelentős whig család kapcsolódott össze, ami hosszú távon előkészítette a Churchill–Spencer-ág politikai és társadalmi felemelkedését, valamint a későbbi Marlborough-öröklést. Anne súlyos betegség után, mindössze 33 évesen halt meg. Halála mélyen megrendítette anyját, aki hosszú levelekben emlékezett meg róla, különös fájdalommal hangsúlyozva Anne józanságát és jámborságát. Bár kevés közvetlen politikai szerepet vállalt, Anne élete és házassága kulcsszerepet játszott a Marlborough-család dinasztikus stratégiájában. Öt gyermeke közül fia, Robert Spencer örökölte apja címét, Robert öccse, Charles Spencer pedig 1733-ban Marlborough 3. hercege lett, ezzel a Churchill-vérvonal továbböröklődött a Spencer néven.

## Charles Spencer, Sunderland 5. grófja, Marlborough 3. hercegeKGPC
Charles Spencer (1706. november 22. – 1758. október 20.) Etonban tanult, majd bátyja halálával 1729-ben örökölte a Sunderland grófi címet. 1733-ban, Henrietta hercegnő halálát követően ő lett Marlborough hercege, bár a Blenheim kastélyt csak az első hercegné, Sarah Churchill 1744-es halála után kapta meg.
Pályafutása során több katonai és udvari tisztséget viselt. Volt Oxfordshire és a Buckinghamshire hadnagya (1738–1758), udvari kamarás (Lord of the Bedchamber), majd Lord Steward), sőt 1755-ben rövid ideig a titkos pecsét őre is. Ezredesként kezdte, részt vett a Dettingeni csatában (1743), és 1758-ra altábornagyi rangig jutott. Ugyanebben az évben parancsnokként vezette a Saint-Malo elleni hadjáratot, majd csatlakozott a hannoveri hadszíntérhez a Hétéves háborúban. Emellett a Királyi Társaság (Royal Society) tagja, a Térdszalagrend lovagja és az Ordnance vezetője is volt.
1758 októberében Németországban hadjárat közben hunyt el vérhas következtében, de boncolása kimutatta, hogy előrehaladott tüdőbajban is szenvedett. Jó természetű, szerető férj és apa volt, de hírhedten pazarló életet élt. Kortársai tehetségesnek, de gyenge jellemű, döntésképtelen embernek tartották, akit gyakran tettek alkalmatlan pozíciókba.
- John Churchill, Marlborough 1. hercege
- John Churchill, Blandford márki, az első herceg fiatalon meghalt egyetlen fia
- Henrietta Churchill, Marlborough 2. hercegnője, az első herceg legidősebb lánya.
- Henrietta fiatalon meghalt fia, William Godolphin, Blandford márkija és William húga, Henrietta, Newcastle későbbi hercegnéje
- Anne Churchill, az első herceg második lánya, Henrietta legidősebb húga. Godfrey Kneller festménye 1710-ből
- Charles Spencer, Sunderland 3. grófja, Anne Churchill férje
- Charles Spencer, Sunderland 5. grófja, Marlborough 3. hercege. Joshua Reynolds festménye 1757-ből

## George Spencer, Marlborough 4. hercegeKGPC

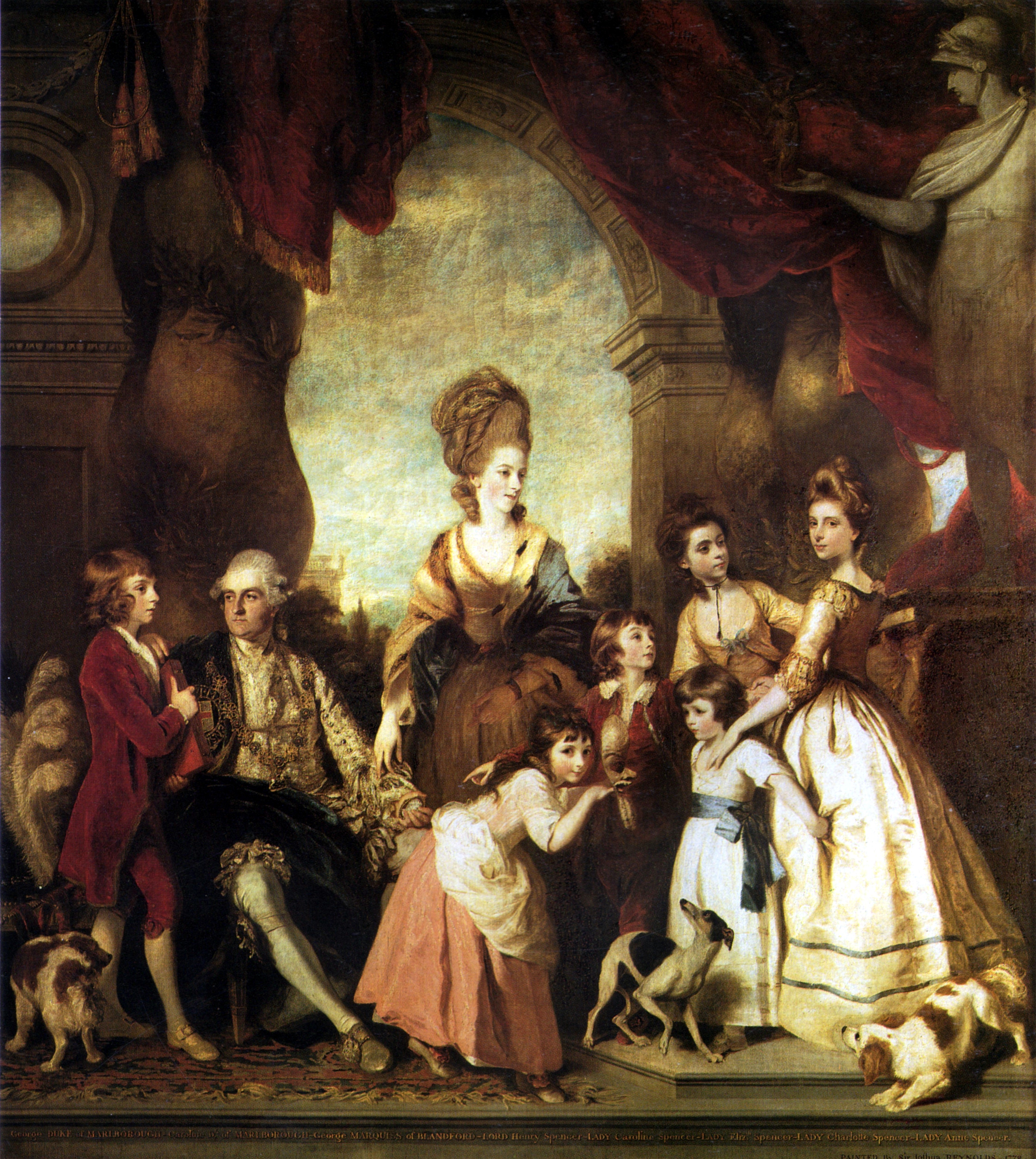
A herceg bal oldalon ül (b2), mellette George fia, a későbbi ötödik herceg (b1). Felesége, Caroline (b3) mellett Caroline (1763–1813) (b8) és Elizabeth (1764–1812) (b7). A hercegnő előtt Amelia (1774-1829) (b4) egy álarccal, az egyik kutya és Anne (1773–1865] (b6) őt nézi. Charlotte (1765–1802) (b5) köztük állva Caroline-re figyel. A Joshua Reynolds 1777-78-ban festette olajképen természetesen nem látható Francis (1779–1845), Whichwood Churchill leendő első bárója

George Spencer (1739. január 26. – 1817. január 29.) az Eton College-ben tanult, majd 1755-ben a Coldstream Gárda zászlóvivője, 1756-ban a 20. gyalogezred kapitánya lett. 1758-ban örökölte a hercegi címet. 1760-tól haláláig Oxfordshire hadnagya. 1762–63-ban a Lord Chamberlain tisztet viselte, majd 1763–65 között Lord Privy Seal lett. 1768-ban elnyerte a Térdszalagrend lovagi címét, és 1786-ban tagjává választotta a Királyi Természettudományos Társaság (Royal Society). 1762-ben feleségül vette Caroline Russellt, Bedford 4. hercegének lányát. Sokat tett Oxfordshire politikai és kulturális életéért, a Blenheim kastély obszervatóriumot is létesített, és levelezett más tudósokkal. Gyakorlati szellemű, visszahúzódó, de humoros emberként jellemezték. Súlyos színvakságban szenvedett. 1817. január 29-én halt meg, és a Blenheim-kápolnában temették el.

## George Spencer-Churchill, Spencer 1. bárója, majd Marlborough 5. hercege
George Spencer-Churchill (1766. március 6. – 1840. március 5.) Etonban tanult, majd Oxfordban szerzett diplomát, és 1790 és 1796 között Oxfordshire whig képviselője volt. 1802 és 1806 között már toryként Tregony képviselője lett, közben 1804–1806 között William Pitt miniszterelnöksége alatt a kincstár egyik vezetőjeként dolgozott (Lord of the Treasury). 1806-ban apja életében behívták a Lordok Házába a Spencer bárói címmel. A Spencer bárói cím a Spencer vikomt cím alcíme, a cím-párost 1761-ben hozták létre. Azzal, hogy George-ot a bárói címmel hívták meg, a cím használójává vált, és ő volt a cím első viselője, a cím tulajda Marlborough herceg maradt. 1817-ben, amikor megörökölte a hercegi címet, nevét hivatalosan George Spencer-Churchillre változtatta, utalva a Churchill-örökségre.
Vagyonát jelentős részben könyv- és kéziratgyűjteményekre, valamint kertépítésre költötte a Reading melletti Whiteknights birtokon, ahol híres, ám pazarló életmódja legendássá vált. 1812-ben ő vásárolta meg rekordáron a híres 1471-es Boccaccio-kódexet, amelynek eladása 1819-ben már jóval kevesebbért történt. Kiadásai miatt csődbe ment, vagyonát és könyvtárát kénytelen volt eladni. Élete végén teljes visszavonultságban élt a Blenheim-palota egyik sarkában, ahol 1840. március 5-én halt meg. Élete szomorú példája annak, milyen következményekkel járhat a mértéktelen költekezés még egy herceg számára is.

## George Spencer-Churchill, Marlborough 6. hercege
George Spencer-Churchill (1793. december 27. – 1857. július 1.) 1805 és 1811 között Etonban, majd az oxfordi Christ Church College-ban tanult. 1818-ban tory színekben képviselő lett Chippenhamben, később többször képviselte Woodstockot is (1826–1835, 1838–1840). Képviselőként heves katolikusellenességet tanúsított, és 1830-ban ő nyújtotta be az egyik első komoly reformjavaslatot, amely a választási rendszer átalakítását célozta. 1840-ben apja halálával örökölte a hercegi címet. 1842-től haláláig Oxfordshire hadnagya. Fiatalon részt vett az oxfordshire-i lovas önkéntesek munkájában, majd 1845-től ő lett az alakulat parancsnoka. Szenvedélyes vitorlázóként a Royal Yacht Squadron tagja lett, és több tengeri versenyen is részt vett, köztük az 1851-es America’s Cupon. 1841-ben tiszteletbeli jogi doktorátust kapott Oxfordban. 1857. július 1-jén halt meg a Blenheim-palotában. Végrendeletében vagyona kevesebb mint 200 000 fontra rúgott, ami tükrözte a vagyon hanyag kezelését.

Élete nem volt mentes a botrányoktól: 1817-ben egy ál-házasságot kötött egy Susannah Law nevű nővel, testvére ál-papként adta össze őket. Az ügy bírósági eljárásba torkollott, és erkölcsi szempontból komoly csorba esett hírnevén. Háromszor nősült. Apja, Marlborough 5. hercege, George Spencer-Churchill feleségül vette Susan Stewartot, Galloway 7. grófjának lányát. Fiuk, Marlborough 6. hercege, előbb elvette unokatestvérét, Jane Stewartot, aki Galloway 8. grófjának lánya volt, így ez a házasság valójában a Stewart család két ága között jött létre, elsőfokú unokatestvéri házasság volt. Harmadik felesége, szintén Jane, a Galloway 7. grófjának másik fián, Edward Richard Stewarten keresztül szintén a Stewart család leszármazottja volt, vagyis a 6. herceg kétszer is ugyanabba a főnemesi családba házasodott vissza – előbb oldalági, majd lefelé ágazó, másodunokatestvéri szintű rokonságba. A Galloway-ek anyagi helyzete biztosabb és kiegyensúlyozottabb volt, míg a Marlborough hercegek adóságokkal és pénzügyi válságokkal küzdöttek. A házasságokban tehát nem csak rang, hanem anyagi biztonság is mozgatta a feleket – a Galloway-ek adtak stabilitást, a Spencerek címet.

## John Spencer-Churchill, Marlborough 7. hercegeKGPC
John Winston Spencer-Churchill (1822. június 2. – 1883. július 5.) a családi hagyományoknak megfelelően az Eton College-ben, majd az Oxfordi Egyetem Oriel College-ában tanult. 1842-ben hadnagyi kinevezést kapott az Oxfordshire Yeomanry kötelékében. 1844-től 1857-ig a konzervatívok parlamenti képviselője volt Woodstock választókerületében, majd 1857-ben apja halála után örökölte a hercegi címet, és bekerült a Lordok Házába. Politikai pályája során Lord Stewardként (1866–67), majd Lord President of the Council-ként (1867–68) szolgált, mindkét tisztségben Lord Derby, illetve Benjamin Disraeli kormányában. 1866-ban a Titkos tanács tagja lett, 1868-ban pedig elnyerte a Térdszalagrendet. 1876 és 1880 között Írország alkirályaként (Lord Lieutenant of Ireland) működött, ahol népszerű és gazdaságfejlesztő törekvéseket folytató közigazgatást vezetett.
Élete utolsó szakaszában pénzügyi nehézségek miatt megkezdte a családi gyűjtemények értékesítését: többek között eladta a az antik drágakő-faragvány gyűjteményt, a Sunderland-könyvtárat és több híres festményt is. 1883. július 5-én hunyt el londoni otthonában szívroham következtében. A Blenheim-palota kápolnájában temették el. Felesége Lady Frances Anne Emily Vane volt, akivel tizenegy gyermeket nemzettek.

## George Spencer-Churchill, Marlborough 8. hercege
George Charles Spencer-Churchill (1844. május 13. – 1892. november 9.) az Eton College tanulója volt, majd 1863-ban hadnagyként belépett a Royal Horse Guards kötelékébe. Tudományos érdeklődésű, tehetséges fiatalemberként indult, különösen a matematika és a mechanika terén tűnt ki, de nem váltotta be a hozzá fűzött reményeket. Apja halálát követően, 1883-ban örökölte a Marlborough hercegi címet, de uradalmi örökségét nem tudta megőrizni. 1884-ben kénytelen volt eladni több birtokot, köztük Wolvercote-ot és Godstow-t. Két házasságot kötött: előbb Lady Albertha Hamiltonnal, akitől négy gyermeke született.
George Charles-nak és Lilian Warren Price-nak is a második házassága volt, amit egymással kötöttek 1888 májusában New Yorkban. A házasság nyilvánvalóan érdek-vezérelt volt, a herceg rangot hozott, míg az özvegy Lilian jelentős vagyont – évi 150 000 dolláros jövedelmet – kapott első férje, az aranyozott kor egyik milliomosa, Louis Carré Hamersley végrendelete alapján. Ez a jövedelem tette lehetővé a Blenheim kastély restaurálását, amelynek költségeit gyakorlatilag az amerikai örökség fedezte. 1892-ben a herceg halála után, harmadik házasságát követően Lilian pert indított mostohafia, Charles Spencer-Churchill, Marlborough 9. hercege ellen, hogy visszaszerezze a felújításra fordított összeget. Az eset jól mutatja, hogy a Marlborough-család ebben az időszakban címért cserébe gyakorlatilag külső forrásból tartotta fenn birtokát.
Szabadkőművesként és druidaként is beavatást nyert, de egyik mozgalomban sem maradt sokáig aktív. Rövid, 48 éves élete során sokat küzdött saját korlátjaival és a családi vagyon hanyatlásával.

## Charles Spencer-Churchill, Marlborough 9. hercegeKGPC
Charles Richard John Spencer-Churchill (1871. november 13. – 1934. június 30.) Indiában született. A hercegi cím öröklésével a Lordok Háza tagjává vált. Politikai karrierje során volt pénzügyminiszter-helyettes (1899–1902), gyarmatügyi államtitkár (1903–1905), valamint a mezőgazdasági és halászati bizottság parlamenti titkára (1917–1918). A második búr háborúban (1900) katonai titkárként szolgált Frederick Roberts mellett, majd az első világháborúban újra aktív szolgálatba állt. 1902-ben a Térdszalagrend lovagja lett, és Oxfordshire hadnagya volt. Marlborough jelentős szerepet vállalt közéleti és társadalmi ügyekben: elnöke volt több egyesületnek, a Druidák Rendjének is aktív tagja volt.
1895-ben házasságot kötött az amerikai örökösnővel, Consuelo Vanderbilttel, aki 2,5 millió dolláros hozományával mentette meg a család birtokát. A boldogtalan házasság 1921-ben válással, majd 1926-ban egyházi érvénytelenítéssel zárult. Consuelo később Franciaországban élt, jótékonysággal foglalkozott, és 1953-ban megjelentette nagy sikerű emlékiratait The Glitter and the Gold címmel. Ezt követően feleségül vette Gladys Deacont, akivel szintén különváltak, de sosem váltak el. A Blenheim kastély felújítása, a vízikert kiépítése és a birtok berendezései nagyrészt a Vanderbilt-vagyonból valósultak meg.

## John Spencer-Churchill, Marlborough 10. hercege
John Albert Edward William Spencer-Churchill (1897. szeptember 18. – 1972. március 11.) az első világháborúban a Life Guards kötelékében harcolt Franciaországban és Belgiumban. 1942-ben őrnagyként az amerikai erőkkel való kapcsolat tartásért felelt. A hercegi címet 1934-ben örökölte, majd több közéleti tisztséget töltött be: Oxford megye hadnagya, békebíró, Woodstock város polgármestere (1937–1942) lett. 1950-ben anyagi okokból megnyitotta a Blenheim-palotát a látogatók előtt, ezzel úttörője lett a „stately homes” üzleti modellnek. 1920-ban feleségül vette Alexandra Mary Cadogant, akitől öt gyermeke született. Második házasságát 1972 januárjában kötötte Frances Laura Charteris-szel, de alig hat héttel később, március 11-én meghalt. Első feleségével együtt a bladoni templomkertben nyugszik.

## John Spencer-Churchill, Marlborough 11. hercege
John George Vanderbilt Henry Spencer-Churchill (1926. április 13. – 2014. október 16.) a Vanderbilt keresztnevet amerikai nagyanyja, Consuelo Vanderbilt, a híres amerikai örökösnő után kapta, akinek hozománya révén a Marlborough ház anyagi helyzete megerősödött. Etonban tanult, majd hét évig szolgált a Life Guards kötelékében, ahol kapitányi rangot ért el.
1972-ben örökölte apjától a hercegi címet, és ezzel átvette a Blenheim kastély és birtok igazgatását. A fenntartási költségek fedezésére a látogatók előtt megnyitott palotát filmforgatási helyszínként is hasznosította. Több vállalkozást is alapított – köztük kerti bútorüzemet és ásványvíz-palackozót. Emellett aktív volt számos közéleti szervezetben, többek között az Oxford United FC körül, valamint a Witney Konzervatív Egyesület alelnökeként, David Cameron választókerületében.
Négy alkalommal házasodott, és több gyermeke született. Második felesége Athina Mary Livanos volt, a görög hajómágnás Stavros G. Livanos lánya, akivel 1961. október 23-án kötött házasságot. Athina korábban Arisztotélisz Onászisz felesége volt, így a házasság nagy figyelmet kapott a nemzetközi sajtóban is. 2014-ben halt meg a Blenheim-palotában, 88 évesen.

## James Spencer-Churchill, Marlborough 12. hercege
Charles James Spencer-Churchill (1955. november 24. – ) a Harrow Schoolban, majd a Royal Agricultural College-ban tanult, később a Benetton Formula-1 csapat vendéglátási igazgatójaként dolgozott. Ifjúkorában a „játékkirályfi” életmódjáról volt hírhedt, drogproblémákkal küzdött, több letartóztatás is fűződik a nevéhez recepthamisítás és közúti garázdaság miatt. Apja 1994-ben bírósági úton elérte, hogy fiának – bár hivatalos örököse volt – ne legyen közvetlen döntési joga a Blenheim kastély ügyeiben, a birtok kezelését így egy kuratórium (Blenheim Palace Heritage Foundation) vette át, miután 2014-ben örökölte a hercegi címet, a birtokot továbbra is kuratórium irányítja. 2021-ben bekerült Woodstock városi tanácsába, majd 2022-ben perbe keveredett egy Porsche lízingszerződés kapcsán, mert nem fizette ki a jármű bérleti díját. 2024-ben a Reform UK pártot támogatta a választáson. A nyilvánosság előtt leginkább botrányaival és látványos bukásaiból való részleges visszatéréseivel vált ismertté.
George Spencer-Churchill, Blandford márkija
George John Godolphin Spencer-Churchill (1992. július 28. –) apja botrányai miatt nagyapja, a 11. herceg döntése alapján ő lett a családi vagyon – ideértve a 187 szobás Blenheim kastélyt is – kedvezményezettje. A Harrow School tanulója, majd a University College London hallgatója volt, ahol várostervezést tanult. Először biztosítási közvetítőként dolgozott Londonban, miközben a La Martina pólómárka arca is lett. 2018–2019-ben átevezte az Atlanti-óceánt, ezzel több mint 850 000 fontot gyűjtött jótékony célra. 2018-ban feleségül vette Camilla Thorpot, aki belsőépítész családból származik. Két lányuk született 2025-ig:
- Olympia Arabella Kitty Spencer-Churchill, (2020. szeptember 10. –)
- Leonora ELiza Cressida Spencer-Churchill, (2024. december 7. –)

- George Romney XVIII. századi olajfestménye George Spencer, Marlborough 4. hercegéről, a kép a Blenheim kastély Zöld szalonjában található
- John Samuel Agar pontozásos metszete Richard Cosway nyomán George Spencer-Churchill, Marlborough 5. hercegéről, 1825 és 1850 között készült, a londoni National Portrait Gallery gyűjteményében található
- Ismeretlen dátumú portré George Spencer-Churchillről, Marlborough 6. hercegéről
- John Winston Spencer-Churchill, Marlborough 7. hercegének portréja, olaj vásznon, 1850 körül
- George Charles Spencer-Churchill, a nyolcadik herceg
- A Marlborough 9. hercegét ábrázoló portré, William M. Vander Weyde (1871–1929) felvétele, üveglemezes zselatinos negatív, készült 1900 körül, a George Eastman House gyűjteményéből
- A tizedik Marlborough hercegről készült portré, Alexander Bassano felvétele, teljes lemezes filmnegatív, készült 1934. november 30-án
- John George Vanderbilt Henry Spencer-Churchill, Marlborough 11. hercege portréja, Allan Warren felvétele, 1984
- Charles James Spencer-Churchill, Marlborough 12. hercege portréja, Allan Warren felvétele, 1989

## Örökösödési törvény
1706-ban a Parlament módosította a hercegséget létrehozó királyi oklevelet. A Parlament módosításának célja az volt, hogy a híres tábornok tisztelete túlélje halálát, ezért a hercegséget lehetővé tették a herceg lányai számára is. A négy nő, valamint azok örökösei – férfiak –, és ezt követően „minden egyéb, a herceg leszármazottai, akár férfiak, akár nők, akik a herceghez tartozó vonalon származnak, olyan módon és birtoklással, ahogyan az előzőekben meghatározásra került a herceg előzőleg említett leszármazottai számára, mivel az volt a cél, hogy a címek folytonossága megmaradjon a herceg minden leszármazottja számára, amíg bármilyen férfi vagy női leszármazottja él, és hogy ők az öröklést a megadott módon, a legidősebb és minden elsőszülött leszármazott élvezze a fiatalabbakkal szemben.“
| Succession                                                                                                  | Notes |
| --- | --- |
| Az első herceg törvényes férfi örökösei,                                                                    | Kihalt 1703-ban, az első herceg egyetlen fia gyermektelenül, és a herceg előtt halt meg                   |
| ...legidősebb lánya és a törvényes férfi örökösei,                                                          | Henrietta Churchill (Godolphin) örökölte hercegnői címet, de a fia(i) 1731 előtt meghaltak                |
| ...második és egyéb lányai, időrendi sorrendben, és törvényes férfi örökösei,                               | Mary Churchill férfi vonala 1727-ben kihalt, amikor mindhárom fia csecsemő– illetve gyerekkorban meghalt. |
| ...második és egyéb lányai, időrendi sorrendben, és törvényes férfi örökösei,                               | Elizabeth Churchill férfi vonala 1719-ben kihalt, amikor egyetlen fia tizenötévesen meghalt.              |
| ...második és egyéb lányai, időrendi sorrendben, és törvényes férfi örökösei,                               | Anne Spencer, Sunderland 3. grófnéje, az élő leszármazási vonal                                           |
| ...legidősebb lányának legidősebb lánya és a törvényes férfi örökösei,                                      | Margaret Godolphin fiatalon meghalt                                                                       |
| ...legidősebb lánya második és egyéb lányai, időrendi sorrendben, és a törvényes férfi örökösei,            | Harriet Pelham-Holles, Newcastle-upon-Tyne hercegnéje gyermektelen maradt                                 |
| ...legidősebb lánya második és egyéb lányai, időrendi sorrendben, és a törvényes férfi örökösei,            | Mary Osborne, Leeds hercegnéje férfi vonala 1964-ben kihalt, a Leeds hercege cím is ekkor halt ki         |
| ...az ő lányaik egyéb lányai, időrendi sorrendben és a törvényes férfi örökösei,                            | Anne Spencer (1702–1769) férjhez ment, de nem szült gyereket, 1802-ben kihalt                             |
| ...az ő lányaik egyéb lányai, időrendi sorrendben és a törvényes férfi örökösei,                            | Diana Spencernek nem született gyereke, 1732-ben kihalt                                                   |
| ...az ő lányaik egyéb lányai, időrendi sorrendben és a törvényes férfi örökösei,                            | Anne Egerton (1705-1762) férfiági leszármazottai, Jersey grófjai, ma is élnek                             |
| ...az ő lányaik egyéb lányai, időrendi sorrendben és a törvényes férfi örökösei,                            | Isabella Montagu férfiági leszármazása 1787-ben kihalt                                                    |
| ...az ő lányaik egyéb lányai, időrendi sorrendben és a törvényes férfi örökösei,                            | Mary Montagu férfiági leszármazása 1770-ben kihalt                                                        |
| ...és más leszármazottak a jövőben hasonló módon, azzal a céllal, hogy a Marlborough cím soha ne haljon ki. | |

## Családfa
Jelmagyarázat:
- ● : törvénytelen utód
- ◎ : törvénytelen, de később törvényesített utód
- ∞ : házastárs
- ∞¹ ∞² ∞³ : több házastárs esetén az első, második vagy harmadik
- ¹ ² ³ : a név előtt mutatja, hanyadik házastárstól származik
- ♠ ♣ ♥ ♦ : családfán egymással összeházasodottakat jelzi az azonos jel.
- earl

- Winston Churchill (1620–1688) ∞ Elizabeth Drake (1622–1698)
  - Arabella Churchill (1648–1730)[m 16] ○∞  II. Jakab
    - ○Henrietta FitzJames (1667–1730)
      - ...innen Waldegrave grófjai

    - ○James FitzJames (1670–1734) [m 17],  Berwick 1. hercege[m 18]
    - ○Henry FitzJames (1673–1702)[m 19], jakobita  Albemarle 1. herceg

  - John Churchill (1650–1722),  Eyemouth Churchill 1. lordja (1682)[m 20],  Sandridge Churchill 1. bárója (1685),  Marlborough 1. grófja (1689),  Marlborough 1. hercege,  Birodalmi fejedelem ( 1704)[m 21] ∞ Sarah Jenyngs (1660–1744)
    - ○Barbara FitzRoy (1672–1731)
    - Henrietta Churchill (1681–1733),  Marlborough 2. hercegnője ∞² Francis Godolphin (1678–1766),  Godolphin 2. grófja]]
      - William Godolphin (1700–1731), Blandford márkija
      - Harriet Godolphin (1701–1776) ∞ Thomas Pelham-Holles,  Newcastle-upon-Tyne 1. hercege (1715),  Newcastle-under-Lyne 1. hercege (1756)
      - Mary Godolphin (1723–1764) ∞ Thomas Osborne (1713–1789)[m 22],  Leeds 4. hercege

    - Anne Churchill (1683–1716) ∞ Charles Spencer (1675–1722),  Sunderland 3. grófja
      - Robert Spencer (1701–1729),  Sunderland 4. grófja
      - Charles Spencer (1706–1758),  Sunderland 5. grófja,  Marlborough 3. hercege ∞ Elizabeth Trevor (1710–1761)
        - Elizabeth Spencer (1738–1831) ∞ Henry Herbert (1734–1794)[m 23],  Pembroke 10. grófja
        - George Spencer (1739–1817),  Marlborough 4. hercege ∞ Caroline Russell (1743–1811) ♥
          - George Spencer-Churchill (1766–1840),  Marlborough 5. hercege ∞ Susan Stewart (1767–1841)▶
            - George Spencer-Churchill (1793–1857),  Marlborough 6. hercege ∞¹ Jane Stewart (1798–1844)▶ ∞² Charlotte Flower (1818–1850) ∞³ Jane Francis Clinton Stewart (1817–1897)▶
              - ¹John Spencer-Churchill (1822–1883),  Marlborough 7. hercege ∞ Frances Anne Emily Vane (1822–1898)
                - George Spencer-Churchill (1844–1892),  Marlborough 8. hercege ∞¹ Albertha Frances Anne Hamilton (1847–1932, elvált 1878) ∞² Lilian Warren Price (1854–1909)
                  - Charles Spencer-Churchill (1871–1934),  Marlborough 9. hercege ∞¹ Consuelo Vanderbilt (1877–1964) ∞² Gladys Marie Deacon (1881–1977)
                    - John Spencer-Churchill (1897–1972),  Marlborough 10. hercege ∞¹ Alexandra Cadogan (1900–1961) ∞² Frances Laura Charteris (1915–1990)
                      - John Spencer-Churchill (1926–2014),  Marlborough 11. hercege ∞¹ Susan Mary Hornby (1929–2005) ∞² Athina Onassis (1929–1974)[m 24] ∞³ Dagmar Rosita Astrid Libertas (1943–) ∞4 Lily Sahni (~1954–)
                        - James Spencer-Churchill (1955–),  Marlborough 12. hercege ∞¹ Rebecca Few-Brown (1998 elvált) ∞² Edla Griffiths (1968–, házasok:2002-2024)
                          - (1) ¹George Spencer-Churchill (1992–), Blanford márkija ∞ Camilla Thorp (1987–)
                            - Olympia Spencer (2020–)
                            - Leonora (2024–)

                          - ²Araminta Spencer (2007–)
                          - (2) ²Caspar Spencer-Churchill (2008–)

                - Randolph Churchill (1849–1895)
                  - Winston Churchill (1874–1965) miniszterelnök

                - Anne Churchill (1854–1923) ∞ James Innes-Ker (1839–1892),  Roxburghe 7. hercege
                - Georgina Churchill (1860–1906) ∞ Richard Curzon (1861–1929),[m 25]  Howe 4. grófja

              - ²Clementina Spencer (1848–1886) ∞¹ John Pratt (1840–1872),[m 26]  Camden 3. márkija

          - Anne Spencer (1773–1865) ∞ Cropley Ashley-Cooper (1768–1851),[m 27]  Shaftesbury 6. grófja
          - Francis Spencer (1779–1845),[m 28]  Churchill 1. bárója
            - ...innen Churchill bárója, illetve Churchill vikomtja[m 29]

      - John Spencer (1708–1746)
        - John Spencer (1734–1783),[m 30]  Spencer 1. grófja (1765?)
          - ...innen Spencer grófjai (a Marlborough hercege cím jogilag lehetséges öröksei) ... 8. és 9. gróf és persze Diána walesi hercegné

      - Diana Spencer (1710–1735) ∞ John Russell (1710–1771),  Bedford 4. hercege
        - > a herceg második feleségétől: Caroline Russell (1743–1811) ∞ George Spencer (1739–1817),  Marlborough 4. hercege ♥

    - John Churchill (1686–1703), Blandford márkija
    - Elizabeth Churchill (1687–1713) ∞ Scroop Egerton (1681–1744)[m 31],  Bridgewater 1. hercege

      - Anne Egerton (1705–1762) ∞¹ Wriothesley Russell (1708–1732),  Bedford 3. hercege ∞² William Villiers (1707–1769),[m 32] Jersey 3. grófja
        - ...innen Jersey grófjai (a Marlborough hercege cím jogilag lehetséges öröksei)

    - Mary Churchill (1689–1751) ∞ John Montagu (1690–1749),  Montagu 2. hercege

## Címer

### A címer kialakulása
- A Churchill család eredeti címere fekete mezőben ágaskodó ezüstoroszlán volt (lehetett). Az Winston Churchill, az első herceg apja használta címeren – fekete mezőben ágaskodó ezüstoroszlán, amelyet vörös haránt szalagon keresztül futó sáv – a sáv megkülönböztető jelzés, értelemszerűen volt mitől megkülönböztetni. Az alapcímerről dokumentum, pecsét... nem maradt fent. Gyakori, hogy a Churchill család ezen ágát dorseti Churchillnek nevezik[34][35]
- I. Károly király szolgálatában lovaskapitányként, majd II. Károly király iránti hűséges parlamenti képviselőként tett szolgálatai elismeréseként Winston körülbelül 1662-ben címerének megtisztelő bővítését kapta. Ez a ritka királyi kegy a Szent György negyed a címeren. A Szent György negyed nem az Angol Királyságot mint államot, hanem a Stuart-királyok királyi kegyét és elismerését jelképezte. Ezzel egyidejűleg engedélyezték számára, hogy elhagyja a harántszalagot[34][35]
- Winston Churchill felesége a devon megyei Drake családból származott. Musbury plébániájában található "Drake of Ash" család címere: ezüst mezőben kiterjesztett szárnyú és csomózott farkú vörös sárkány. Később a sárkányokból alkották meg a hercegi címer tartóit. Francis Drake ennek a Drake családnak volt a tagja, de nem volt Winston Churchill közvetlen felmenője[34][35]
- Az első herceg személyes címere, amit a Térdszalagrend övez. Az első negyed a Churchill család címere, a második bizonytalan, vélhetően a Wilduirde családé[m 33], a harmadik negyed a Tylle családé[m 34] és a negyedik negyed az első herceg apai nagyanyjának, Sarah Winston (1598–1678) családi címere[m 35][34][35]
- A Spencer család eredeti címere kék mezőben ezüst kagylókat ábrázolt. A XVII–XVIII. században, amikor a család nemesi rangra emelkedett, elhagyták a régi címert, és felvették a Despencer eredetű négyelt címert, amelyet egy fekete harántszalag egészít ki megkülönböztető jelként. Az eredeti címerről a kagylókat  beillesztették a haránt szalagba[34][35]
- Az első és negyedik negyed a Spencer család címere, a második és harmadik negyed a Churchill családé. Ezt a címert a harmadik, negyedik és egy ideig az ötödik herceg használta.[34][35]
- Az 5. herceg 1817-ben újra negyedelte a címert, engedélyt kapott, hogy a Churchill család címere kerüljön az első (és negyedik) negyedbe, a saját Spencer családjáé a második és harmadik negyedbe. Ekkor vettél fel a hercegek a Spencer-Churchill vezetéknevet. A módosítás során újabb címernövelés kapott engedélyt. Így jelent meg a Woodstock uradalom[m 36] zászlója, ezüst mezőben Szent György-kereszt. További bővítéssel az előzőre kék pajzs, rajta három arany liliom – a francia királyi címer – került, ez a herceg franciák felett aratott dicsőségének megörökítésére szolgál[34][35]

### A címer leírása
Címerpajzs (negyedelt)

A Marlborough hercegek címere

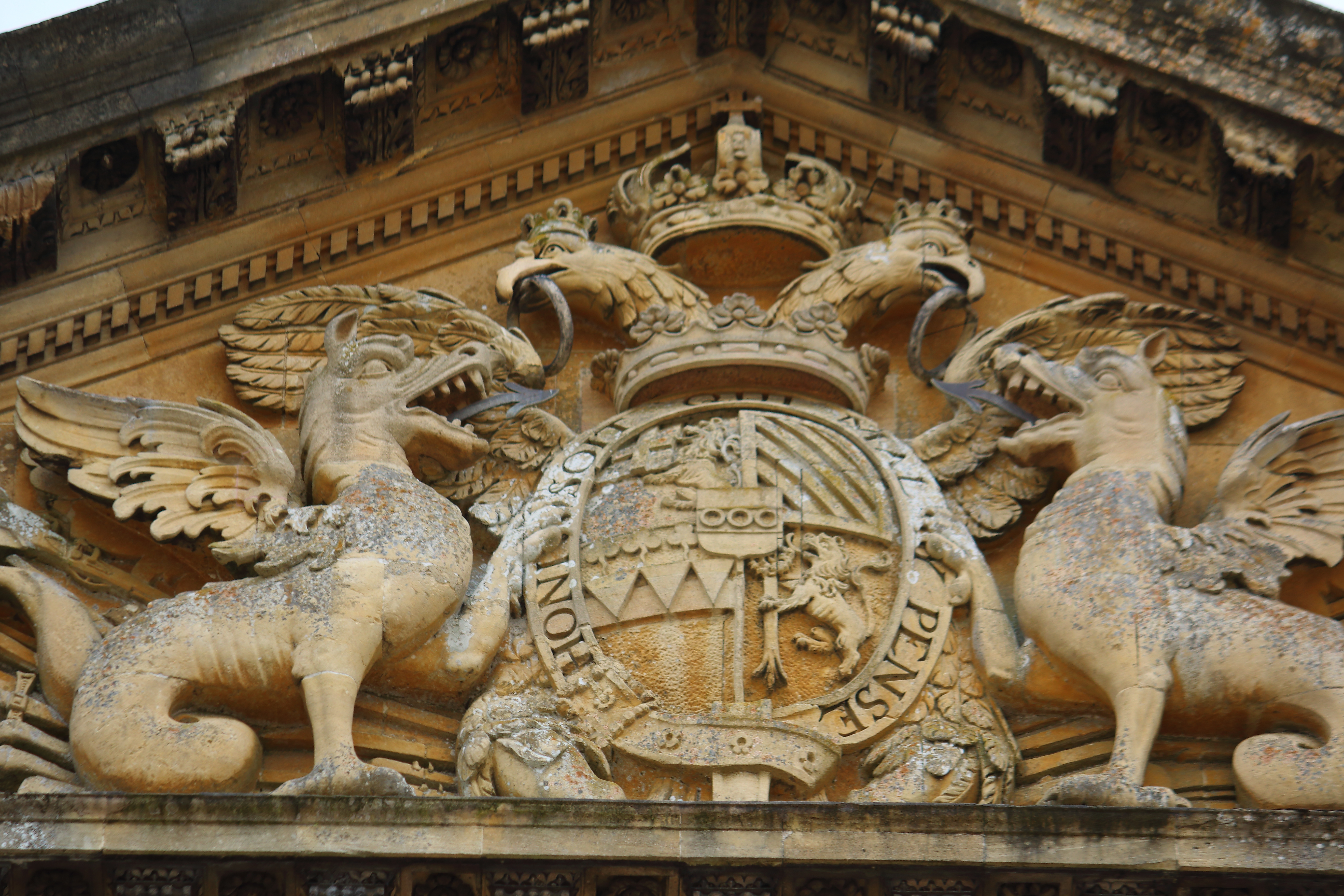
A Blenheim kastély falán látható az első herceg személyes címere a Térdszalagrenddel övezve. A ráhelyezett kitüntetés címer a herceg feleségének családi címere: ezüst alapon kék sávban három (amúgy arany színű) kör. Az olyan pajzson belüli címer használata, amely a feleség családját képviseli, gyakori volt akkoriban, ha a nő fiútestvér nélküli örökös volt, ez lényegében azt jelezte, hogy a férj lett a család új feje

- az 1. és 4. mezőben: fekete mezőben ágaskodó ezüst oroszlán, a jobb felső sarkában ezüst alapon vörös Szent György-kereszt (Churchill csaalád),
- a 2. és 3. mezőben: negyedelt ezüst és vörös mező, amelyen arany rácsozat, átlós fekete szalagon három ezüst kagyló helyezkedik el (Spencer család),
- mindezek fölött, a pajzs felső középpontjában kitüntetésként ezüst kis pajzs, amelyen vörös Szent György-kereszt látható, erre helyezve egy második kis pajzs: kék alapon három arany liliom (kettő felül, egy alul) – a francia királyi címer mintájára.

Sisakdíszek
- egy ezüst, fekvő és előrenéző oroszlán, amely egy vörös zászlót tart, ezen egy jobbra néző levágott ezüst kéz (Churchill),
- egy arany hercegi korona fölött kinövő ezüst griff-fej, két kiterjesztett szárny között; vörös karmaival és kettős vonalas nyakörvvel (Spencer).

Tartók
Mindkét oldalon egy vörös színű, felemelt szárnyú sárkány. Ezek a címertartók a herceg anyai családjától, a Drake családtól származtak, lásd feljebb a Drake címert.
Koronázó jelvény
A teljes címer fölött egy Szent Római Birodalmi hercegi korona.
Hátterében
Fekete, kétfejű sas, mindkét fején arany korona – a Német-római Birodalom címerszimbóluma, a Mindelheim fejedelemséghez kapcsolódó jogosultság miatt.
Jelmondat
Fiel Pero Desdichado – „Hűséges, bár szerencsétlen” A „Fiel Pero Desdichado” (Hűséges, bár balsorsú) mottó spanyol nyelvű, ami szokatlan a brit heraldikában, ahol általában latin feliratokat találunk. Ez a jelmondat még a Marlborough hercegi cím elnyerése előtti időkből származik, és a Churchill család középkori lovagi hagyományaira utal, ahol a hűség, a személyes áldozat és a sorscsapások vállalása a lovagi eszmény része volt. A „desdichado” szó itt nem mai értelemben vett szerencsétlenséget jelent, hanem inkább egy olyan hűséges sorsvállalót, aki hányattatások ellenére is kitart – akárcsak egy meg nem értett, de nemes lovag. A mottó bizonyos értelemben önbeteljesítő jóslatnak is tekinthető: a család történetét később valóban hosszú időn át meghatározta a dicsőség és hanyatlás váltakozása.

## Fordítás
- Ez a szócikk részben vagy egészben  a   Duke of Marlborough (title) című angol Wikipédia-szócikk ezen változatának fordításán alapul.  Az eredeti cikk szerkesztőit annak laptörténete sorolja fel. Ez a jelzés csupán a megfogalmazás eredetét és a szerzői jogokat jelzi, nem szolgál a cikkben szereplő információk forrásmegjelöléseként.
- Ez a szócikk részben vagy egészben  a   John Churchill, 1st Duke of Marlborough című angol Wikipédia-szócikk ezen változatának fordításán alapul.  Az eredeti cikk szerkesztőit annak laptörténete sorolja fel. Ez a jelzés csupán a megfogalmazás eredetét és a szerzői jogokat jelzi, nem szolgál a cikkben szereplő információk forrásmegjelöléseként.
- Ez a szócikk részben vagy egészben  a   Henrietta Godolphin, 2nd Duchess of Marlborough című angol Wikipédia-szócikk ezen változatának fordításán alapul.  Az eredeti cikk szerkesztőit annak laptörténete sorolja fel. Ez a jelzés csupán a megfogalmazás eredetét és a szerzői jogokat jelzi, nem szolgál a cikkben szereplő információk forrásmegjelöléseként.
- Ez a szócikk részben vagy egészben  a   William Godolphin, Marquess of Blandford című angol Wikipédia-szócikk ezen változatának fordításán alapul.  Az eredeti cikk szerkesztőit annak laptörténete sorolja fel. Ez a jelzés csupán a megfogalmazás eredetét és a szerzői jogokat jelzi, nem szolgál a cikkben szereplő információk forrásmegjelöléseként.
- Ez a szócikk részben vagy egészben  a   William Godolphin, Marquess of Blandford című angol Wikipédia-szócikk ezen változatának fordításán alapul.  Az eredeti cikk szerkesztőit annak laptörténete sorolja fel. Ez a jelzés csupán a megfogalmazás eredetét és a szerzői jogokat jelzi, nem szolgál a cikkben szereplő információk forrásmegjelöléseként.
- Ez a szócikk részben vagy egészben  a   Sarah Churchill, Duchess of Marlborough című angol Wikipédia-szócikk ezen változatának fordításán alapul.  Az eredeti cikk szerkesztőit annak laptörténete sorolja fel. Ez a jelzés csupán a megfogalmazás eredetét és a szerzői jogokat jelzi, nem szolgál a cikkben szereplő információk forrásmegjelöléseként.
- Ez a szócikk részben vagy egészben  az   Anne Spencer, Countess of Sunderland (1683–1716) című angol Wikipédia-szócikk ezen változatának fordításán alapul.  Az eredeti cikk szerkesztőit annak laptörténete sorolja fel. Ez a jelzés csupán a megfogalmazás eredetét és a szerzői jogokat jelzi, nem szolgál a cikkben szereplő információk forrásmegjelöléseként.
- Ez a szócikk részben vagy egészben  a   Charles Spencer, 3rd Earl of Sunderland című angol Wikipédia-szócikk ezen változatának fordításán alapul.  Az eredeti cikk szerkesztőit annak laptörténete sorolja fel. Ez a jelzés csupán a megfogalmazás eredetét és a szerzői jogokat jelzi, nem szolgál a cikkben szereplő információk forrásmegjelöléseként.
- Ez a szócikk részben vagy egészben  a   Charles Spencer, 3rd Duke of Marlborough című angol Wikipédia-szócikk ezen változatának fordításán alapul.  Az eredeti cikk szerkesztőit annak laptörténete sorolja fel. Ez a jelzés csupán a megfogalmazás eredetét és a szerzői jogokat jelzi, nem szolgál a cikkben szereplő információk forrásmegjelöléseként.
- Ez a szócikk részben vagy egészben  a   George Spencer, 4th Duke of Marlborough című angol Wikipédia-szócikk ezen változatának fordításán alapul.  Az eredeti cikk szerkesztőit annak laptörténete sorolja fel. Ez a jelzés csupán a megfogalmazás eredetét és a szerzői jogokat jelzi, nem szolgál a cikkben szereplő információk forrásmegjelöléseként.
- Ez a szócikk részben vagy egészben  a   George Spencer-Churchill, 5th Duke of Marlborough című angol Wikipédia-szócikk ezen változatának fordításán alapul.  Az eredeti cikk szerkesztőit annak laptörténete sorolja fel. Ez a jelzés csupán a megfogalmazás eredetét és a szerzői jogokat jelzi, nem szolgál a cikkben szereplő információk forrásmegjelöléseként.
- Ez a szócikk részben vagy egészben  a   George Spencer-Churchill, 6th Duke of Marlborough című angol Wikipédia-szócikk ezen változatának fordításán alapul.  Az eredeti cikk szerkesztőit annak laptörténete sorolja fel. Ez a jelzés csupán a megfogalmazás eredetét és a szerzői jogokat jelzi, nem szolgál a cikkben szereplő információk forrásmegjelöléseként.
- Ez a szócikk részben vagy egészben  a   John Spencer-Churchill, 7th Duke of Marlborough című angol Wikipédia-szócikk ezen változatának fordításán alapul.  Az eredeti cikk szerkesztőit annak laptörténete sorolja fel. Ez a jelzés csupán a megfogalmazás eredetét és a szerzői jogokat jelzi, nem szolgál a cikkben szereplő információk forrásmegjelöléseként.
- Ez a szócikk részben vagy egészben  a   George Spencer-Churchill, 8th Duke of Marlborough című angol Wikipédia-szócikk ezen változatának fordításán alapul.  Az eredeti cikk szerkesztőit annak laptörténete sorolja fel. Ez a jelzés csupán a megfogalmazás eredetét és a szerzői jogokat jelzi, nem szolgál a cikkben szereplő információk forrásmegjelöléseként.
- Ez a szócikk részben vagy egészben  a   Consuelo Vanderbilt című angol Wikipédia-szócikk ezen változatának fordításán alapul.  Az eredeti cikk szerkesztőit annak laptörténete sorolja fel. Ez a jelzés csupán a megfogalmazás eredetét és a szerzői jogokat jelzi, nem szolgál a cikkben szereplő információk forrásmegjelöléseként.
- Ez a szócikk részben vagy egészben  a   Charles Spencer-Churchill, 9th Duke of Marlborough című angol Wikipédia-szócikk ezen változatának fordításán alapul.  Az eredeti cikk szerkesztőit annak laptörténete sorolja fel. Ez a jelzés csupán a megfogalmazás eredetét és a szerzői jogokat jelzi, nem szolgál a cikkben szereplő információk forrásmegjelöléseként.
- Ez a szócikk részben vagy egészben  a   John Spencer-Churchill, 10th Duke of Marlborough című angol Wikipédia-szócikk ezen változatának fordításán alapul.  Az eredeti cikk szerkesztőit annak laptörténete sorolja fel. Ez a jelzés csupán a megfogalmazás eredetét és a szerzői jogokat jelzi, nem szolgál a cikkben szereplő információk forrásmegjelöléseként.
- Ez a szócikk részben vagy egészben  a   John Spencer-Churchill, 11th Duke of Marlborough című angol Wikipédia-szócikk ezen változatának fordításán alapul.  Az eredeti cikk szerkesztőit annak laptörténete sorolja fel. Ez a jelzés csupán a megfogalmazás eredetét és a szerzői jogokat jelzi, nem szolgál a cikkben szereplő információk forrásmegjelöléseként.
- Ez a szócikk részben vagy egészben  a   James Spencer-Churchill, 12th Duke of Marlborough című angol Wikipédia-szócikk ezen változatának fordításán alapul.  Az eredeti cikk szerkesztőit annak laptörténete sorolja fel. Ez a jelzés csupán a megfogalmazás eredetét és a szerzői jogokat jelzi, nem szolgál a cikkben szereplő információk forrásmegjelöléseként.
- Ez a szócikk részben vagy egészben  a   George Spencer-Churchill, Marquess of Blandford című angol Wikipédia-szócikk ezen változatának fordításán alapul.  Az eredeti cikk szerkesztőit annak laptörténete sorolja fel. Ez a jelzés csupán a megfogalmazás eredetét és a szerzői jogokat jelzi, nem szolgál a cikkben szereplő információk forrásmegjelöléseként.
- Ez a szócikk részben vagy egészben  a   Lily Spencer-Churchill, Duchess of Marlborough című angol Wikipédia-szócikk ezen változatának fordításán alapul.  Az eredeti cikk szerkesztőit annak laptörténete sorolja fel. Ez a jelzés csupán a megfogalmazás eredetét és a szerzői jogokat jelzi, nem szolgál a cikkben szereplő információk forrásmegjelöléseként.